# Quiina leptoclada
Quiina leptoclada är en tvåhjärtbladig växtart som beskrevs av Louis René Tulasne. Quiina leptoclada ingår i släktet Quiina och familjen Ochnaceae. Inga underarter finns listade i Catalogue of Life.